# جوزيبي ألبانيز
جوزيبي ألبانيز (بالإيطالية: Giuseppe Albanese)‏ هو عازف بيانو إيطالي، ولد في 11 مايو 1979 في ريدجو كالابريا في إيطاليا.